# Firminus fossulatus
Firminus fossulatus är en skalbaggsart som beskrevs av Étienne Mulsant och Claudius Rey 1859. Firminus fossulatus ingår i släktet Firminus och familjen Melolonthidae. Inga underarter finns listade i Catalogue of Life.